# 宇文善 (襄乐县男)
宇文善（？—？），字庆孙，河南郡河阴县（今河南省洛阳市孟津区）人，北魏官员。

## 生平
宇文善虚龄十八时以员外散骑侍郎为起家官，屡次转任武骑将军、强弩将军、威烈将军，很快升任司空、清河王元怿的士曹参军，又转任司空功曹参军，升任司空掾，加宁远将军。之后广平王元怀和任城王元澄相继出任司空，宇文善又出任宁朔将军、三门都将，仍兼领司空掾，参与治理黄河，抵达碣石和砥柱山。神龟三年（520年），宇文善因为父亲宇文福去世而守丧。服丧结束后，宇文善出任征虏将军、中散大夫，因为大哥宇文元庆早逝且没有后裔，因此承袭了父亲的爵位襄乐县开国男，又因为三门都将疏通漕运的功劳，升任后将军、太中大夫。孝昌末年，宇文善出任北道都督，出兵北伐，最终战死，皇帝诏令赠予使持节、车骑将军、都督冀州诸军事、冀州刺史，襄乐县开国男如故，以太牢祭祀，孝昌二年十一月丙申朔廿五日庚申（526年12月14日），葬于洛阳县覆舟山之南。

## 墓志
宇文善墓志全称《魏故使持节车骑将军都督冀州诸军事冀州刺史襄乐县开国男宇文公墓志》，据传出土于洛阳，墓志不知所踪，拓片藏于郑州市华夏艺术博物馆所。墓志高约90厘米，宽约80厘米，全文约900余字。

## 家庭

### 六世祖
- 宇文俟豆归，燕王[3]

### 曾祖
- 宇文活拨，后燕唐郡内史、辽东公

### 祖父母
- 宇文混，北魏平北将军、平州刺史[3]
- 独孤氏，北魏夏州长史独孤意富陵之女[3]

### 父母
- 宇文福，北魏散骑常侍、都官尚书、兼领左卫将军、金紫光禄大夫、太仆卿、车骑将军、定州刺史、贞惠侯[3]
- 河南元氏，追尊魏昭成帝拓跋什翼犍后裔，尚书左仆射、卫大将军、司州牧、肃公元赞之女[3]

### 兄弟姐妹
- 宇文元庆，北魏东宫直后[3]
- 宇文延，北魏建威将军、直寝
- 宇文庆安，北魏平北将军、武卫将军